# David Frykman
Karl David Frykman, född 13 augusti 1972, är en svensk finansprofil.

## Biografi
Frykman har en kandidatexamen i psykologi från Stockholms universitet och en civilekonomexamen från Handelshögskolan i Stockholm. Efter sin examen började han 1995 på dot.com-företaget Spray, först som grundare av konsultverksamheten Spray Domain och sedan som investeringsansvarig på moderbolaget Spray Ventures. Han lämnade Spray efter IT-bubblan 2000 och var under några år Vice President, Corporate Finance på Swedbank innan han  i slutet av 2005 övertog och blev VD för e-handelsbolaget Gymgrossisten. Företaget utvecklades gynnsamt och såldes i december 2007 till MTG, Kinnevik.
Försäljningen möjliggjorde för Frykman att grunda FH Kapital och börja bedriva egen investeringsverksamhet. Sedan 2017 är han ordförande för Norrsken Foundations investeringsfond Founders Fund samt är bland annat ordförande för Matsmart, Atronic, ReachMee och ledamot i Beckmans designhögskola.
Frykman har tillsammans med Jakob Tolleryd författat tre böcker om företagsvärdering där två är utgivna på Financial Times Prentice Hall.